# JIBS 아침뉴스
《JIBS 뉴스 (아침)》(JIBS NEWS (MORNING))는 JIBS TV에서 매주 평일 오전 7시 15분에 방송 중인 제주 지역 아침 종합 뉴스 프로그램이다.

## 개요
- 정식 명칭은 JIBS 뉴스다.
- JIBS 아침뉴스로 읽는다.

## 방송 시간
| 방송 채널 | 방송 기간                          | 방송 시간                                                                   |
| --------- | ---------------------------------- | --------------------------------------------------------------------------- |
| JIBS TV   | 2002년 5월 31일 ~ 2012년 9월 22일  | 평일 아침 7시 10분 ~ 7시 30분 (20분) 토요일 아침 8시 40분 ~ 8시 50분 (10분) |
| JIBS TV   | 2012년 9월 24일 ~ 2013년 12월 31일 | 평일 아침 7시 10분 ~ 7시 30분 (20분)                                        |
| JIBS TV   | 2014년 1월 1일 ~ 2018년 6월 8일    | 평일 아침 7시 15분 ~ 7시 30분 (15분)                                        |
| JIBS TV   | 2018년 6월 11일 ~ 2019년 5월 17일  | 평일 아침 7시 25분 ~ 7시 40분 (15분)                                        |
| JIBS TV   | 2019년 5월 20일 ~ 2021년 10월 1일  | 평일 아침 7시 20분 ~ 7시 35분 (15분)                                        |
| JIBS TV   | 2021년 10월 4일 ~ 2022년 4월 29일  | 평일 아침 7시 25분 ~ 7시 40분 (15분)                                        |
| JIBS TV   | 2022년 5월 2일 ~ 현재              | 평일 아침 7시 15분 ~ 7시 40분 (25분)                                        |

## 앵커
| 대수 | 진행자          | 진행 기간                        | 비고        |
| ---- | --------------- | -------------------------------- | ----------- |
| 1대  | 김지현 아나운서 | 일자미상 ~ 2019년 12월 31일      |             |
| 2대  | 이정민 아나운서 | 2020년 1월 2일 ~ 2022년 8월 30일 |             |
| 3대  | 서수현 아나운서 | 2022년 8월 31일 ~ 2023년 1월 2일 |             |
| 4대  | 이담교 아나운서 | 2023년 1월 3일 ~ 2023년 4월 28일 |             |
| 5대  | 장성규 아나운서 | 2023년 5월 2일 ~ 2025년 2월 28일 | [ 1 ] [ 2 ] |
| 6대  | 신유정 아나운서 | 2025년 3월 4일 ~ 현재            |             |

## 역대 기상캐스터
| 대수 | 진행자            | 진행 기간                           | 비고 |
| ---- | ----------------- | ----------------------------------- | ---- |
| 1대  | 정인희 기상캐스터 | 일자미상 ~ 일자미상                 |      |
| 임시 | 앵커멘트          | 일자미상 ~ 2018년 8월 31일          |      |
| 2대  | 강서하 기상캐스터 | 2018년 9월 4일 ~ 2022년 4월 1일     |      |
| 3대  | 서수현 기상캐스터 | 2022년 4월 4일 ~ 2022년 8월 31일    |      |
| 임시 | 앵커멘트          | 2022년 9월 1일 ~ 2022년 9월 2일     |      |
| 4대  | 황효주 기상캐스터 | 일자미상 ~ 2022년 12월 30일         |      |
| 5대  | 이수빈 기상캐스터 | 2023년 1월 2일 ~ 2023년 11월 30일   |      |
| 임시 | 앵커멘트          | 2023년 12월 4일 ~ 2024년 3월 6일    |      |
| 6대  | 박세림 기상캐스터 | 2024년 3월 7일 ~ 2024년 11월 8일    |      |
| 임시 | 앵커멘트          | 2024년 11월 11일 ~ 2024년 11월 15일 |      |
| 7대  | 이소연 기상캐스터 | 2024년 11월 18일 ~ 현재             |      |

## 타이틀 변천사
| 기수 | 프로그램 타이틀 | 방송 기간                          |
| ---- | --------------- | ---------------------------------- |
| 1기  | JIBS 아침뉴스   | 2002년 5월 31일 ~ 2013년 12월 31일 |
| 2기  | JIBS 720 뉴스   | 2014년 1월 1일 ~ 2017년 5월 31일   |
| 3기  | JIBS 뉴스       | 2017년 6월 1일 ~ 현재              |

## 경쟁 프로그램
- KBS 뉴스광장 제주 (KBS 제주 1TV)
- MBC 뉴스투데이 제주 (제주MBC TV)